# Alfonso León
Alfonso León, Conde de Delley de Blancmesnil ( París, 1801 - Versalles, 1874 ) fue un escritor y militar de Francia.

## Biografía
Alfonso León, en un principio, siguió la carrera de las armas y fue miembro del contingente francés de los Cien Mil Hijos de San Luis en 1823, a las órdenes de su tío el general Hautefeuille, y era oficial en el 7º de Coraceros cuando Carlos X de Francia fue destronado.
Posteriormente, debido a ser un ferviente realista, Alfonso León presentó su dimisión para no servir a Luis Felipe I de Francia, y en su retiro se dedicó a investigaciones históricas y arqueológicas y diversos escritos políticos, quedando en los últimos años de su vida ciego y casi sordo.

## Obra
- Consideraciones sobre algunos títulos antiguos algunos de los cuales se relacionan con las Cruzadas...
- Coup d'oeil sur la situation au 15 décembre 1851,..., París, Hennuyer, 1853.
- El Conde de Bismarck o el Derecho de fuerza
- Francia frente al sufragio universal
- La France et l'empereur en 1869,..., París: Le Chevalier, 1869.
- Noticias sobre algunos títulos antiguos...
- Otras